# Grigori Iwanowitsch Petrowski

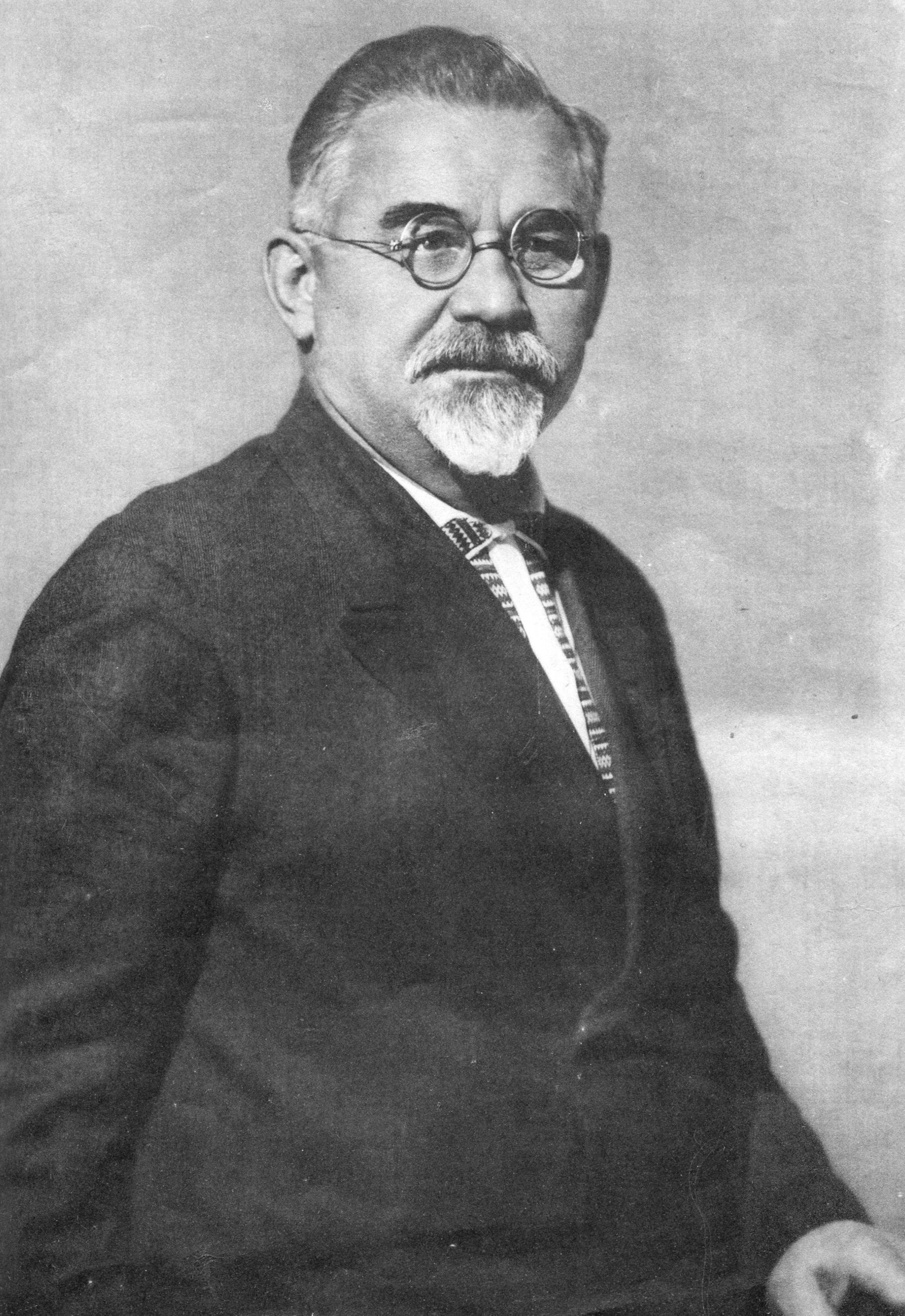
Grigori Petrowski (1937)

Grigori Iwanowitsch Petrowski (russisch Григорий Иванович Петровский; * 23. Januarjul. / 4. Februar 1878greg. in Petschenihy, Gouvernement Charkow, Russland; † 9. Januar 1958 in Moskau, UdSSR) war ein ukrainisch-sowjetischer Revolutionär und Politiker. Petrowski war einer der prominentesten russischen Revolutionäre ukrainischer Abstammung. In der Ukraine gilt er heute als maßgeblich beteiligt am Holodomor.

## Revolutionär
Petrowski stammte aus ärmlichen Verhältnissen. Sein Vater, ein Schneider, starb, als Grigori drei Jahre alt war, und so musste seine Mutter, eine Waschfrau, ihn und seine zwei Geschwister alleine großziehen. Nach dem Tod des Vaters zog die Familie nach Charkiw.
1897 trat Petrowski in Jekaterinoslaw, dem heutigen Dnipro, dem „Kampfbund zur Befreiung der Arbeiterklasse“ bei und wurde 1898 Mitglied der Sozialdemokratischen Arbeiterpartei Russlands. 1903 war er Gründungsmitglied der Bolschewiki. Als Delegierter in Streikkomitees tätig musste er nach Unterdrückung eines Streiks 1906 Russland verlassen und arbeitete ab Juni 1906 in einem Stahlwerk in Saarbrücken. Drei Monate später kehrte er in die Ukraine zurück und ging nach Mariupol. Petrowski war aktiv an der Oktoberrevolution beteiligt und kämpfte zwischen 1917 und 1919 im russischen Bürgerkrieg auf Seiten der Bolschewiki gegen die Ukrainische Volksrepublik.

## Politiker
Vom 14. März 1919 bis zum 27. Juli 1938 war er Staatsoberhaupt (Vorsitzender des Zentralen Exekutivkomitees) der Ukraine und vom 1. Januar 1926 bis zum 22. März 1939 Kandidat des Politbüros der Kommunistischen Partei der Sowjetunion.
Bei seiner Rede zur Eröffnung des XII. Kongresses der KPU am 8. Januar 1934 in Charkiw hat er die durchführenden leitenden Parteimitglieder, unter anderem Wsewolod Balyzkyj, die „den Rückstand beseitigt und einen Durchbruch in der Landwirtschaft erzielt haben“, eine Umschreibung des Holodomor, ausdrücklich gelobt.
Von 1940 an bis zu seinem Tod arbeitete er im Museum der Revolution der UdSSR in Moskau. Er starb am 10. Januar 1958 in Moskau und wurde an der Kremlmauer beigesetzt.

## Familie
Sein Sohn Leonid Grigorjewitsch Petrowski (Леонид Григорьевич Петровский; 1902–1941) war Generalleutnant in der Roten Armee und sein Schwiegersohn Juri Michailowitsch Kozjubinski (Юрий Михайлович Коцюбинский; 1896–1937) Politiker der Ukrainischen Sozialistischen Sowjetrepublik.

## Ehrungen

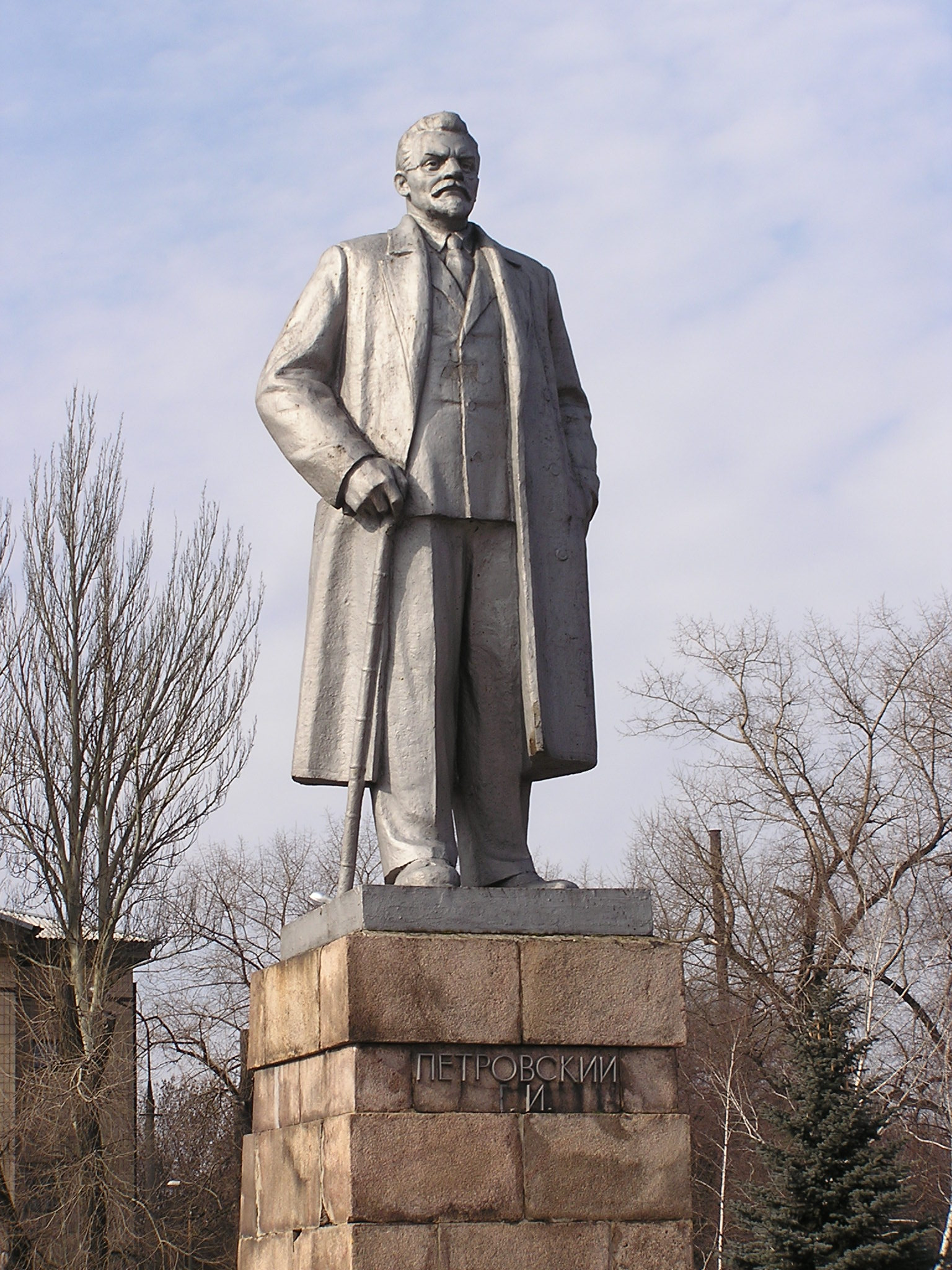
Petrowski-Denkmal in Donezk

Zahlreiche Straßen und Städte in der Ukraine tragen noch heute seinen Namen. So trägt ein Stadtrajon von Donezk, in dem auch noch ein Denkmal von ihm steht, seinen Namen. Die Stadt Jekaterinoslaw, in der er seinen revolutionären Werdegang begann, wurde bereits 1926 nach ihm in Dnipropetrowsk umbenannt. Infolge der Dekommunisierung in der Ukraine fiel 2016 der Teil des Stadtnamens, der an ihn erinnerte weg, und die Stadt nennt sich seitdem Dnipro. In Kiew wurde sein Denkmal 2009 demontiert.
Ihm wurde der Rotbannerorden, zweimal der Leninorden und dreimal der Orden des Roten Banners der Arbeit verliehen.
1979 wurden in der UdSSR Etappen seines Lebens verfilmt.